# Chaetomitrium depressum
Chaetomitrium depressum là một loài Rêu trong họ Hookeriaceae. Loài này được Mitt. mô tả khoa học đầu tiên năm 1868.